# 1976 في المكسيك
فيما يلي قوائم الأحداث التي وقعت خلال عام 1976 في المكسيك.

## سياسة

### تعيين في المنصب
- 1 ديسمبر – خوسيه لوبيز بورتيو رئيس المكسيك.

### انتهاء فترة المنصب
- 30 نوفمبر – لويس إيشيفيريا رئيس المكسيك.

## مواليد

### يناير
- 19 يناير – خيسوس مارتينيز ملاكم مكسيكي.

### مارس
- 21 مارس – دويليو دافينو لاعب كرة قدم مكسيكي.

### مايو
- 12 مايو – عمر نينو روميرو ملاكم مكسيكي.
- 15 مايو – إيسيدرو غارسيا ملاكم مكسيكي.

### يونيو
- 10 يونيو – ماريانا سيواني
- 13 يونيو – أنطونيو دياز ملاكم مكسيكي.

### يوليو
- 11 يوليو – إدواردو ناخيرا
- 26 يوليو – بافل باردو لاعب كرة قدم مكسيكي.
- 30 يوليو – خوليو سيزار غونزاليس ملاكم مكسيكي.

### أغسطس
- 5 أغسطس – مارليني فافيلا
- 22 أغسطس – خوليو سيزار بينهيرو لاعب كرة قدم برازيلي.

### سبتمبر
- 1 سبتمبر – إريك موراليس ملاكم مكسيكي.
- 8 سبتمبر – روجيليو كاستانيدا جونيور ملاكم مكسيكي.
- 29 سبتمبر – نينل كوندي

### أكتوبر
- 1 أكتوبر – ماركو منديز

### نوفمبر
- 1 نوفمبر – أوسكار لاريوس ملاكم مكسيكي.
- 24 نوفمبر – نيستور غارزا ملاكم مكسيكي.

## وفيات

### مارس
- 10 مارس – دانييل كوسيو بييجاس (مواليد 1898)

### ديسمبر
- 8 ديسمبر – إسيديرو سوتا (مواليد 1902) لاعب كرة قدم مكسيكي.